# Грейтцер, Самуэль
Сэмюэль Грейтцер (при рождении Грайцер; 10 августа 1905, Одесса — 22 февраля 1988, Метачен, Нью-Джерси) — американский математик и педагог. Наиболее известен как основатель и председатель математической Олимпиады в США.

## Биография
Родился в России, приехал в Соединённые Штаты с родителями в 1906 году.
Окончил среднюю школу Стайвесанта.
Получил степень бакалавра в 1927 году в городском колледже Нью-Йорка.
Получил степень доктора философии в Иешива-университете.
Занимал академические должности в Иешива-университете, Бруклинском Политехническом институте, Колумбийском университете и Ратгерском Университете.
Издавал математический журнал Arbelos для школьников.
У Самуила Грейтцера и его жены Этель был один сын.
Умер 22 февраля 1988 года в Метучен, Нью-Джерси.

## Избранные публикации
- Coxeter, H. S. M.; Greitzer, S. L. Geometry Revisited (неопр.). — Mathematical Association of America, 1967. — ISBN 978-0-88385-619-2.
  - Коксетер Г. С. М., Грейтцер С. Л. Новые встречи с геометрией. — М.: Наука, 1978. — 224 с. — (Выпуск 14 серии "Библиотека математического кружка"). — 148 000 экз.
- Greitzer, S. The First U.S.A. Mathematical Olympiad (англ.) // American Mathematical Monthly. — 1973. — Vol. 80. — P. 276—281. — doi:10.2307/2318449. — JSTOR 2318449.
- Greitzer, Samuel. International Mathematical Olympiads 1959–1977 (англ.). — Mathematical Association of America, 1979. — ISBN 978-0-88385-627-7.